# Lin Huiqing
Pour les articles homonymes, voir Lin.
Dans ce nom chinois, le nom de famille, Lin, précède le nom personnel Huiqing.
Lin Huiqing (en chinois : 林慧卿 ; née en 1941) est une pongiste chinoise. Elle a remporté plusieurs médailles mondiales dont cinq titres, dont un en simple en 1971, deux en double en 1965 et 1971, un en double mixte en 1971 et un par équipes en 1965, et a été finaliste en 1965 en simple.
En 1999, elle a été promue dans l'ITTF Hall of Fame.